# 고아라 (배드민턴 선수)
고아라(1992년 9월 21일~)는 대한민국의 배드민턴 선수로, 화순군청 소속으로 활동하고 있다.